# Präsidentschaftswahl in Rumänien 2000
Die Präsidentschaftswahl in Rumänien 2000 fand am 26. November und am 10. Dezember statt. In der ersten Runde erhielten Ion Iliescu von der Partei der Sozialen Demokratie Rumäniens (PDSR, heute PSD) und Corneliu Vadim Tudor von der extremistischen Großrumänienpartei die meisten Stimmen. In der Stichwahl Iliescu gegen Tudor erhielt Iliescu zwei Drittel der abgegebenen Stimmen und wurde damit Präsident Rumäniens. 

## Ergebnis
| Kandidaten                                | Parteien                                                         | 1. Wahlgang | 1. Wahlgang | 2. Wahlgang | 2. Wahlgang |
| Kandidaten                                | Parteien                                                         | Stimmen     | %           | Stimmen     | %           |
| ----------------------------------------- | ---------------------------------------------------------------- | ----------- | ----------- | ----------- | ----------- |
| Ion Iliescu                               | Polul Democrat-Social din România (PDSR – PUR – PSDR)            | 4.076.273   | 36,4        | 6.696.623   | 66,8        |
| Corneliu Vadim Tudor                      | Partidul România Mare                                            | 3.178.293   | 28,3        | 3.324.247   | 33,2        |
| Theodor Stolojan                          | Partidul Național Liberal                                        | 1.321.420   | 11,8        |             |             |
| Mugur Isărescu                            | Convenția Democrată Română 2000 (PNȚ-CD – UFD – FER – ANCD – PM) | 1.069.462   | 9,5         |             |             |
| György Frunda                             | Demokratische Union der Ungarn in Rumänien                       | 696.989     | 6,2         |             |             |
| Petre Roman                               | Partidul Democrat                                                | 334.852     | 3,0         |             |             |
| Teodor Meleșcanu                          | Alianța pentru România                                           | 214.642     | 1,9         |             |             |
| Eduard Manole                             | Parteilos                                                        | 133.991     | 1,2         |             |             |
| Graziela Elena Bârlă                      | Parteilos                                                        | 61.455      | 0,5         |             |             |
| Paul-Philippe Hohenzollern                | Partidul Reconcilierii Naționale                                 | 55.238      | 0,5         |             |             |
| Ion Sasu                                  | Partidul Socialist al Muncii                                     | 38.375      | 0,3         |             |             |
| Nicolae Cerveni                           | Partidul Liberal Democrat Român                                  | 31.983      | 0,3         |             |             |
| Gesamt                                    | Gesamt                                                           | 11.212.974  | 100         | 10.020.870  | 100         |
|                                           |                                                                  |             |             |             |             |
| Ungültige Stimmen                         | Ungültige Stimmen                                                | 346.484     | 3,0         | 163.845     | 1,6         |
| Wähler                                    | Wähler                                                           | 11.559.458  | 65,3        | 10.184.715  | 57,5        |
| Wahlberechtigte                           | Wahlberechtigte                                                  | 17.699.727  |             | 17.711.757  |             |
|                                           |                                                                  |             |             |             |             |
| Quelle: Autoritatea Electorală Permanentă |                                                                  |             |             |             |             |

Ion Iliescu
Corneliu Vadim Tudor
Theodor Stolojan
Mugur Isărescu
György Frunda